# 利皮揚卡 (卡爾利夫卡區)
49°22′55″N 35°0′25″E / 49.38194°N 35.00694°E
利皮揚卡（烏克蘭語：Лип'янка），是位於烏克蘭中部的村落，隸屬波爾塔瓦州的波爾塔瓦區。該村處於利皮揚卡河畔，距離伊萬尼夫卡2.5公里，海拔高度138米，2001年人口832。